# Сент-Илер (Изер)
Сент-Илер (фр. Saint-Hilaire) — коммуна во Франции, находится в регионе Рона — Альпы. Департамент коммуны — Изер. Входит в состав кантона Муаян Грезиводан. Округ коммуны — Гренобль.
Код INSEE коммуны — 38395. Население коммуны на 2012 год составляло 1465 человек. Населённый пункт находится на высоте от 647  до 2 060  метров над уровнем моря. Муниципалитет расположен на расстоянии около 480 км юго-восточнее Парижа, 100 км юго-восточнее Лиона, 19 км северо-восточнее Гренобля. Мэр коммуны — Jean-Bernard Allan, мандат действует на протяжении 2014—2020 гг.
Динамика населения (INSEE):